# Великолепные телохранители
«Великолепные телохранители» (Великолепная охрана) (кит. 飛渡捲雲山, англ. Magnificent Bodyguards) — фильм с боевыми искусствами, снятый режиссёром Ло Вэем в 1978 году. Первый фильм в истории Гонконга, снятый в 3D.

## Сюжет
Три специалиста по боевым искусствам соглашаются на опаснейшее задание — сопровождать девушку и её больного брата в так называемые «Штормовые Холмы», где находится лекарство для него. По дороге они встречают огромное количество тех, кто не хочет, чтобы они попали в «Штормовые Холмы», причём почти со всеми из них героям придётся сражаться…

## В ролях
| Актёр       | Роль                         |
| ----------- | ---------------------------- |
| Джеки Чан   | Леопард Тин Чхун             |
| Джеймс Тянь | Сён Моуи                     |
| Лён Сиулун  | Кожевник Чён                 |
| Ван Пин     | Лам Лань                     |
| Лу Цунь     | Чю Пятый                     |
| Лю Мин      | хозяйка гостиницы Ма Пхо     |
| Вон Чхин    | Шестипалый, хозяин гостиницы |
| Гао Цян     | Учёный Вань Лёнъюк           |
| Фан Фан     | Золотой Лотос Лау            |
| Ван Юнь     | Парные Мечи Чаньчю           |
| Ван Цзюнь   | старшая сестра Чаньчю        |
| Сюй Юань    | Тысячерукий Нг               |
| Ли Вэньтай  | бородатый аббат Шаолиня      |

## Съёмочная группа
- Компания: Lo Wei Motion Picture Co.
- Продюсер: Сюй Лихуа
- Режиссёр: Ло Вэй
- Автор сценария: Гу Лун
- Ассистент режиссёра: Чжао Луцзян, Сюй Сюэлян
- Постановка боевых сцен: Лу Цунь, Джеки Чан
- Художник: Цзинь Пэйлин, Цзоу Чжилян
- Редактор: Лян Юнцань
- Гримёр: Чэнь Ши
- Оператор: Чэнь Жуншу
- Композитор: Фрэнки Чань[кит.]

## Технические данные
- Язык: кантонский
- Продолжительность: 101 минута
- Изображение: цветной
- Плёнка: 35 мм.
- Формат: 2,35:1.
- Звук: моно